# Triptolemos
Triptolemos (także Tryptolemos, gr. Τριπτόλεμος Triptólemos, łac. Triptolemus) – w mitologii greckiej syn Keleosa, króla Eleusis.
Za życzliwe i gościnne przyjęcie na jego dworze Demeter podarowała mu umiejętność uprawy roli. Nakazała mu tę umiejętność rozpowszechniać wśród ludzi. Podarowała mu rydwan zaprzęgniety w smoki i ziarno, a następnie za jej i Persefony pomocą rozpoczął misję na Ziemi. Gdy Triptolemos dotarł do królestwa Scytów, władca Linkeus pragnął zagarnąć tę umiejętność na własność, a jego zabić. Nie udało mu się to ponieważ Demeter zamieniła go w rysia.
Po powrocie do Eleusis Triptolemos ustanowił święta ku czci Demeter Tesmoforie.
Triptolemos uważany był za dobroczyńcę ludzkości i po śmierci stał się jednym z sędziów w Hadesie.